# Karlman II. Francoski
Karlman II. (francosko Carloman II) je bil od leta 879 do svoje smrti kralj Zahodnofrankovskega kraljestva, bodoče Francije, * okoli 866, † 6. december 884. 
Bil je drugi sin kralja Ludvika Jecljavega iz Karolinške dinastije in kraljice Ansgarde. Po očetovi smrti sta si s starejšim bratom Ludvikom III. razdelila kraljestvo in skupaj vladala do Ludvikove smrti leta 882. Zatem je  Karlman do svoje smrti vladal sam.  
Po smrti Ludvika Jecljavega so nekateri frankovski plemiči zagovarjali izvolitev Ludvika III. za edinega kralja, vendar sta bila na koncu za kralja izvoljena oba brata. Oba sta bila okronana septembra 879. Ob tem je bilo izraženih nekaj dvomov v legitimnost njunega rojstva, ki so po zmagi nad Vikingi novembra istega leta izginili. Marca 880 sta brata v Amiensu razdelila očetovo kraljestvo. Karlman je dobil Burgundijo in Akvitanijo. 
Mogočni provansalski vojvoda Boso je odpovedal zvestobo bratoma in bil oktobra 879 izvoljen za kralja Provanse. Leta 880 sta brata  krenila proti Bosu in zavzela severne dele njegovega kraljestva ter začela dveletno obleganje Viennea. Mesto je nazadnje zavzel burgundski vojvoda Rihard leta 882.
Karlman II. je umrl med lovom v bližini Les Andelysa decembra 884. Med napadom divjega prašiča ga je v nogo pomotoma zabodel njegov služabnik Bertold. Karlman je lov preživel, vendar je sedem dni pozneje, 5. ali  6. decembra umrl, star komaj osemnajst let. Nekateri viri kot datum njegove smrti navajajo 12. december, ki v sodobnih virih ni potrjen. Karlmanove domene je podedoval njegov bratranec, cesar Karel III. Debeli. 